# Ірфан Бахдім
Ірфан Харіс Бахдім (нід. Irfan Haarys Bachdim; нар. 11 серпня 1988, Амстердам) — індонезійський і нідерландський футболіст, який виступав на позиції півзахисника. Грав за національну збірну Індонезії.

## Клубна кар'єра
Ірфан Бахдім народився 11 серпня 1988 року в місті Амстердам. Його батько Новаль Бахдім — індонезієць, а мати Гестер ван Дейк нідерландка. Футболом почав займатися в юнацькій команді амстердамського «Аякса», а три роки потому, в 2002 році, Ірфан перебрався в клуб «Аргон» із Утрехта. Досить швидко Ірфан був помічений скаутами «Утрехта», і незабаром талановитий півзахисник поповнив юнацьку команду клубу.
У 2008 році Ірфан був переведений до основного складу «Утрехта». Дебют молодого півзахисника відбувся 17 лютого у матчі чемпіонату Нідерландів проти клубу «ВВВ-Венло», що завершився розгромною поразкою «Утрехта» з рахунком 1:4. Матч став єдиною грою Ірфана в основному складі, весь наступний сезон він виступав у молодіжній команді.
У липні 2009 року Бахдім на правах вільного агента перейшов у клуб другого дивііону «Гарлем». Його дебют в команді відбувся 14 серпня в гостьовому матчі проти «МВВ Мастрихт». На полі Бахдім вийшов в кінці другого тайму, замінивши нападника Едгара Манучаряна. Матч завершився поразкою «Гарлема» з рахунком 2:0. 28 серпня, у грі проти «Еммена», завдяки голам Каусемакера, Бахдима і дублю тен Хевела, «Гарлем» здобув першу перемогу в сезоні. На початку листопада у «Гарлема» з'явилися фінансові проблеми, і Ірфан вирішив по домовленості з клубом розірвати діючий контракт. У складі «Харлема» Ірфан провів 12 матчів і відзначився одним забитим м'ячем.
На початку січня 2010 року Бахдім відправився разом з батьком в Індонезію шукати нову команду. Як заявив сам Ірфан, він хоче грати в Індонезії, для того, щоб бути ближче до національної збірної. Наприкінці січня він перебував на перегляді в клубі «Персіджа Джакарта», але контракт з клубом Ірфан так і не підписав, і 31 січня повернувся назад в Амстердам. У березні Бахдим тренувався зі своїм колишнім клубом «Аргоном», і навіть провів кілька товариських матчів.
В підсумку Бахдім все ж розпочав виступи у Індонезії, ставши гравцем клубу «Персема Маланг», де провів два сезони. У 2013 році грав у Таїланді за клуби «Срірача» та «Ванфоре Кофу», після чого відправився до Японії, де виступав за місцеві клуби «Ванфоре Кофу» і «Консадолє Саппоро».
З початку 2017 року знову став грати у Індонезії, виступаючи за клуби «Балі Юнайтед», «ПСС Слеман», «Персіс Соло» та «Персік Кедірі», після чого завершив ігрову кар'єру у 2024 році.

## Виступи за збірну
21 листопада 2010 року дебютував в офіційних іграх у складі національної збірної Індонезії під час товариського матчу проти Східного Тимору (6:0). Того ж року зіграв зі збірною на чемпіонаті Південно-Східної Азії, де провів 6 матчів і забив 2 голи, здобувши срібні нагороди турніру. Всього за 10 років у формі головної команди країни зіграв 42 матчі, забивши 12 голів.

## Статистика
| Збірна Індонезії | Збірна Індонезії | Збірна Індонезії |
| Роки             | Ігри             | голи             |
| ---------------- | ---------------- | ---------------- |
| 2010             | 8                | 2                |
| 2011             | 4                | 0                |
| 2012             | 13               | 5                |
| 2013             | 2                | 0                |
| 2014             | 3                | 1                |
| 2016             | 3                | 3                |
| 2017             | 4                | 1                |
| 2019             | 5                | 1                |
| Усього           | 42               | 13               |